# アンギラ島の戦い
アンギラ島の戦い（アンギラとうのたたかい、英語: Battle of Anguilla）はオーストリア継承戦争中の1745年6月1日（グレゴリオ暦）、英領アンギラでおきた戦闘。フランス軍は兵士760人を上陸させて内陸へ進軍したが、イギリス軍の反撃に遭って100人の損害と50人の捕虜を出して逃走した。

## 背景
1740年に勃発したオーストリア継承戦争はインドとカリブ海におけるフランスとイギリスの植民地にも飛び火していた。輸送船団や植民地はお互いの攻撃目標である同時に、脅威でもあった。
1744年ん、イギリス民兵、奴隷と正規軍の混成軍300人は私掠船2隻でセントクリストファー島から出撃、隣のセント・マーチン島のうちフランス領だった半分（サン・マルタン）に侵攻して1748年のアーヘンの和約で返還するまで占領した。1745年5月末、ラ・トゥシェ大尉（La Touché）はフランス軍海軍のフリゲート2隻と私掠船3隻を率いてマルティニーク島から出撃、報復としてアンギラに侵攻した。
アンギラ島にいるイギリス軍は脅威に気づいており、島の駐留軍と民兵計150人を準備した。

## 襲撃
5月21日朝、戦艦2隻（36門艦と32門艦）、私掠船3隻、テンダーボートとして使われたオランダ船2隻で構成されたフランス艦隊が突如現れた。ラ・トゥシェはランデヴー湾（Rendezvous Bay）で759人を上陸させた。奇襲での上陸が成功したことでフランス軍の士気が上がったが、一方イギリス軍は人数で大幅に下回っていたため士気が下がった。アンギラ副総督のアーサー・ホッジは守備軍を3個小隊に分けてそれぞれ胸墻の後ろに隠れさせてフランス軍の通過を待った。小隊の1個目はリチャードソン大佐（Richardson）率いる正規軍22人であった。フランス軍が待ち伏せ場所まで進軍すると、イギリスの小隊は規律を保ちつつ精度の高い銃撃を行い、フランス軍に甚大な損害を強いた。フランス軍は数分で規律を失って逃走した。15分以内にはほかの小隊の戦闘も同じ経過をたどった。
フランス軍がランデヴー湾に停泊している船へ撤退しているとき、イギリス軍は反撃に転じた。その結果、フランス軍は急いで乗船しようとして大混乱に陥り、撤退が潰走に近い形となった。フランス艦隊が砲撃を開始すると、イギリス軍は追撃を停止、捕虜の確保に転じた。多くのフランス軍は乗船しようとしたときに溺死した。
イギリス軍は翌日の攻撃を予想したが、フランス軍は大損害を受けたため攻撃を継続しようとせず、マルティニーク島へ撤退した。

## その後
アンギラ島での戦闘において、少なくともフランス軍100人が戦死、溺死または負傷し、50人が捕虜になった。イギリス軍は死者35人を埋葬、茂りに隠れたフランス軍（そのうち一部は負傷している）を探し出した。死者の中にはラ・トゥシェの副官、私掠船のうち1隻の艦長ロルー（Rolough）、サン・バルテルミー総督の息子、ほか数人の士官も含まれている。
ラ・トゥシェは白旗を掲揚した船をアンギラに派遣、捕虜返還の代わりに食料、ワイン、補給の提供を提案した。彼自身も腕と大腿の2箇所を負傷している。
イギリス軍は7人の損害を出したが、フランス軍旗2本、多くの火器、弾薬箱、手榴弾、旋回砲を鹵獲した。これらの戦利品はアンギラ島の黒人に守備に貢献した褒賞として与えられた。